# Rosario de la Frontera
Rosario de la Frontera è una città dell'Argentina, capoluogo dell'omonimo dipartimento nella provincia di Salta.